# Shane McLoughlin
Shane Daniel McLoughlin (Bronx, Nueva York; 1 de marzo de 1997) es un futbolista profesional irlandés-estadounidense que juega como defensa o centrocampista en el Newport County de la EFL League Two. Nació en Nueva York, donde su familia vivía en el Bronx. Se trasladó al condado de Kerry, en la República de Irlanda, cuando tenía cinco años.
McLaughlin representó a la República de Irlanda en las categorías sub-16 y sub-18.

## Carrera

### Ipswich Town
McLoughlin se unió al Ipswich Town procedente del club de Kerry St. Brendan's Park en julio de 2013, firmando una beca de dos años con el equipo. En abril de 2015, la beca se amplió para la temporada 2015-16.
McLoughlin firmó un contrato profesional de un año en julio de 2016 con la opción de una estancia adicional de 12 meses en Portman Road.
Debutó con el Ipswich Town en la derrota por 2-1 en la segunda ronda de la EFL Cup a domicilio ante el Crystal Palace el 22 de agosto de 2017. Comenzó el partido y fue sustituido por Monty Patterson en el minuto 81.

#### Bromley (cedido)
En marzo de 2017, McLoughlin se incorporó al Bromley, de la National League, en calidad de cedido para el resto de la temporada, con el que disputó siete partidos de liga. La temporada siguiente, McLoughlin volvió a jugar cedido en el Bromley, con el que disputó dos partidos de liga.

### AFC Wimbledon
El 31 de enero de 2019, McLoughlin se unió al AFC Wimbledon en una transferencia gratuita en un acuerdo de 18 meses. Debutó con el club 12 días después en una victoria por 1-0 a domicilio en Walsall. Marcó su primer gol en la carrera sénior el 9 de marzo de 2019 en una victoria por 2-0 en casa contra Doncaster Rovers.
En junio de 2020, el Wimbledon ejerció la opción del contrato del centrocampista para mantenerlo en el club al menos un año más. El entrenador Glyn Hodges elogió a McLoughlin tras su fichaje: "Shane puede jugar en varias posiciones y cada vez es mejor. Todavía es joven y tiene ganas de seguir mejorando, así que estamos encantados de haberle fichado".
McLoughlin abandonó el club en mayo de 2021.

### Morecambe
El 13 de julio de 2021, el Morecambe confirmó la incorporación de McLoughlin para la temporada 2021-22 con un contrato de un año.

### Salford City
En enero de 2023, McLoughlin firmó un contrato de 18 meses con el Salford City, equipo de la EFL League Two. Sin embargo, en mayo de 2023, el Salford confirmó que McLoughlin quedaría libre al final de la temporada 2022-23.

### Newport County
El 10 de julio de 2023, McLoughlin se incorporó al Newport County con un contrato de dos años. Debutó con el Newport el 5 de agosto de 2023 en el once inicial contra el Accrington Stanley. McLoughlin marcó su primer gol con el Newport el 16 de septiembre de 2023 en el empate 1-1 contra el Barrow en la EFL League Two.

## Carrera internacional
A pesar de que McLoughlin nació en Estados Unidos, nunca fue convocado por la selección estadounidense. Sin embargo, ha jugado con la República de Irlanda en las categorías sub-16 y sub-18. Todavía puede ser seleccionado para jugar con Irlanda y Estados Unidos.